# 渡辺高夫
渡辺 高夫（わたなべ たかお、1947年 - ）は日本の陸上競技指導者。福島県田村郡船引町（現・田村市）出身。大東文化大学卒業。埼玉栄高等学校、ミヤマ（のち社名変更を受けMDI、現レオパレス21）、日清食品、仙台育英学園高等学校にて教員・指導者を務めた。全国高等学校駅伝競走大会では監督として通算7度の優勝を飾る。また全日本大学女子駅伝対校選手権大会の仙台移転開催に尽力した。

## 略歴・人物
全国高等学校駅伝競走大会では埼玉栄高校で1回（1987年）、仙台育英高校で6回（1999年、2001年、2003年-2005年、2007年）の優勝を誇る。
埼玉栄高校では、巽博和、山本正樹、MDI（現・レオパレス21）、その後日清食品では実井謙二郎、アロイス・ニジガマ、ジュリアス・ギタヒ、仙台育英高校ではジェームス・ワイナイナ、サムエル・カビル、清野純一、サムエル・ワンジル、佐藤秀和、高橋優太、ミカ・ジェル、絹川愛、上野渉をはじめとする数多くの選手を指導し鍛え上げた。
1987年、埼玉栄高校では巽博和らを擁し全国高校駅伝に出場、3区間で区間賞を獲得するなど2時間05分57秒の大会新記録で同校を初優勝へ導いた。その後ミヤマへ移籍。1995年、MDIの経営不振による同社陸上競技部休部に伴い、実井やニジガマら部員と共に、新規創設された日清食品陸上競技部へ移籍した。
日清食品では週1、2回のトラックでの練習時以外は、故障発生を低減化させる目的・集中力を高めさせる目的・より良いフォームで走らせる目的・筋力と心肺機能を向上させる目的で、勾配のある未舗装・不整地の野山を走らせるクロスカントリーコースを使った練習を徹底的に行なわせた。この成果などにより実井謙二郎を1996年アトランタオリンピック男子マラソン日本代表に選出されるほどに成長させた。
また、アトランタオリンピックでは男子マラソンコーチとして実井に帯同した。その後、1998年7月に日清食品陸上競技部監督を辞任した。
1999年2月、仙台育英高校陸上競技部監督に就任。「練習はやり過ぎると成長を止める。高校生はまず勉強」 という考えを持ち、またここでもクロスカントリーを取り入れ、学校近く海沿いの松林にコースを整備。1日最長16キロまでしか走らせない制限を設け指導に当たった。
また仙台育英高校は自身の就任以前から積極的にケニア共和国から外国人留学生を受け入れていたものの、高校駅伝では外国人留学生が1区で得たリードを後続の日本人高校生が守りきれず、西脇工業高校に後半区間で逆転を許すケースが続いていた。そこで、外国人留学生と日本人高校生と競争させることによりお互いの力量を高めさせた。その結果、就任1年目となる1999年の第50回全国高校駅伝では3区で一旦順位を下げるものの、そこから粘って西脇工業高校に喰らいつき、アンカーの走者がラストのトラック勝負を制し、史上2校目の3連覇を狙った西脇工業高校を2秒差で振り切り、仙台育英高校は6年ぶり2回目の優勝を飾った。
スピードの素質を見出したワンジルには我慢とスタミナ配分について指導した。またその際に書道を勧め、ワンジルは2002年第11回国際高校生選抜書展で大賞を受賞した。
2004年の第55回全国高校駅伝では1区(10 km)に佐藤、3区(8.1075 km)にワンジルを起用し、2時間1分32秒の高校国内国際最高記録で優勝を果たした。
日本陸上競技連盟強化委員会ジュニア強化部副部長として、全日本大学女子駅伝対校選手権大会（杜の都駅伝）の大阪から仙台への移転に力を尽くした。同大会は、2005年の第23回大会から仙台にて開催されている。
2008年、定年により仙台育英高校陸上競技部監督を退任、総監督として後任の清野を補佐した。8月、北京オリンピックレース数日前のワンジルから電話を受けた際には、レース中盤を我慢するように助言、ワンジルは男子マラソンにて優勝し金メダルを獲得した。同年10月には総監督をも退任し、ナショナルトレーニングセンターを拠点とし専属コーチとして絹川の指導に当たっている。

## 著書
- 『心でつないだ都大路 埼玉栄 挫折から栄光への軌跡』（講談社、1988/3、ISBN 978-4062038362）